# Payachata
Payachata o Paya Chata (en aimara pä, paya dos, Pukina chata muntanya, "dues muntanyes") és un complex volcànic, potencialment actiu, situat a la frontera entre Bolívia i Xile, a la regió d'Arica i Parinacota de Xile i al Departament d'Oruro de Bolívia, al nord del llac Chungará. El complex té dos cims, el Pomerape (6.282 msnm) al nord, i el Parinacota (6.348 msnm) al sud.
Segons el mètode de datació de la superfície d'heli el Parinacota va tenir la darrera erupció fa uns 2.000 anys, mentre el Pomerape ho va fer durant el Plistocè.